# Cratere Phidias
Phidias  è un cratere sulla superficie di Mercurio.